# نشان‌گذاری رقص

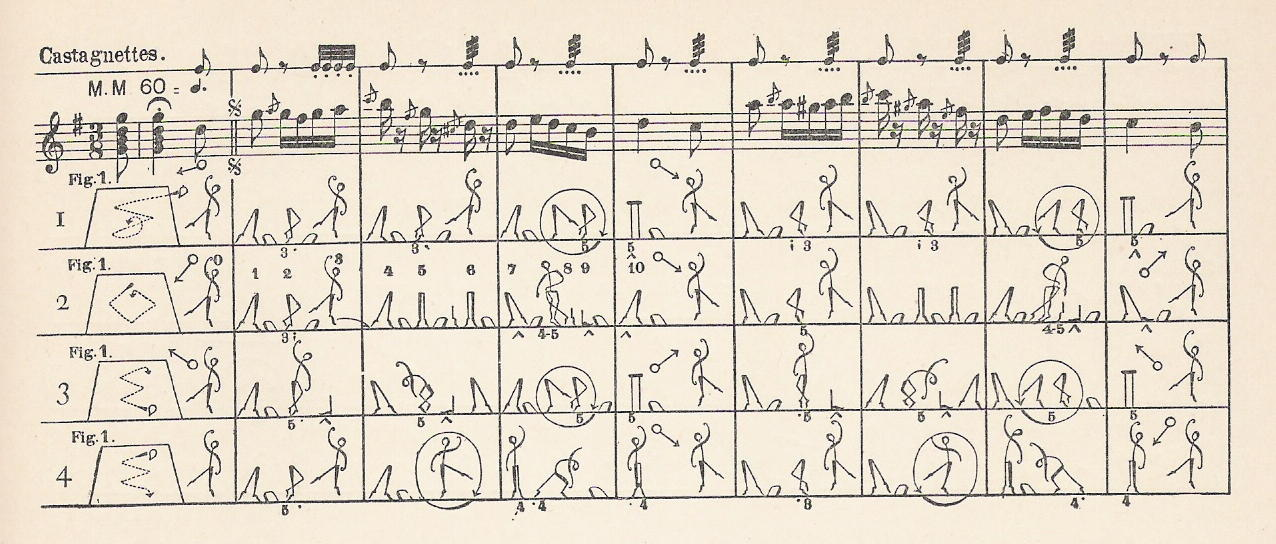
La Cachucha، ساختهٔ Friedrich Albert Zorn.

نشان‌گذاری رقص استفاده از نمادها برای نمایش حرکات رقص است. این نشانه‌ها تمثیلی از حرکات انسان هستند. در طول زمان، روش‌های مختلفی جهت نمایش این نوع نشان‌گذاری به کار گرفته شده است.

## کاربرد
کاربرد اصلی نشان‌گذاری رقص در نگهداری و محافظت از مستندات رقص‌های کلاسیک، تحلیل و نمایش رقص‌پردازی و تمرین‌های تخصصی است. کاربرد دیگر نشان‌گذاری رقص در علم مطالعهٔ رقص است. که در آن از نشان‌گذاری نه برای طراحی حرکات رقص، که برای مستند سازی نمایش‌های رقص موجود استفاده می‌گردد.